# 푼타카나 국제공항
푼타카나 국제공항(스페인어: Aeropuerto Internacional Punta Cana, 영어: Punta Cana International Airport)은 도미니카 공화국 푼타카나에 있는 국제공항이다.

## 운항 노선
| 항공사                             | 목적지 | 터미널 |
| ---------------------------------- | --- | ------ |
| 아에로플로트                       | 모스크바(셰레메티예보) | 1      |
| 아에로리아스 마스                  | 산토도밍고(라이사벨라), 산티아고데로스카바예로                                                                                               | D      |
| 에어캐나다                         | 몬트리올(트뤼벨) 계절편: 오타와, 헬리펙스 | 2      |
| 에어캐나다 루즈                    | 토론토(피어슨) | 2      |
| 에어 유로파                        | 마드리드 | 1      |
| 에어프랑스                         | 파리(샤를 드 골) | 1      |
| 팔마툰 항공                        | 마드리드 | 1      |
| 에어트랜젯                         | 계절편: 캘거리, 에드먼턴, 핼리팩스, 몬트리올(트뤼벨), 퀘벡, 레지나, 토론토(피어슨), 밴쿠버                                                   | 2      |
| 사우스웨스트 항공                  | 애틀랜타, 볼티모어, 시카고(미드웨이) | 1      |
| 아메리칸 항공                      | 마이애미 계절편: 뉴욕(JFK) | 1      |
| 애플 버케이션                      | 계절편: 디트로이트, 볼티모어, 밀워키, 피츠버그                                                                                               | 1      |
| 애플 버케이션 (프론티어 항공 운영) | 시카고(오헤어, 록퍼드), 신티내티(노던캔터키), 필라델피아 계절편: 볼티모어, 클리블랜드, 하트(스프링), 랜싱, 피츠버그, 세인트루이스            | 1      |
| 아크플라이                         | 암스테르담 계절편: 바젤(뮐루즈) | 1      |
| 아비앙카 항공                      | 보고타 | 1      |
| 영국항공                           | 런던(개트윅) | 1      |
| 캔젯 항공                          | 핼리팩스, 몬트리올(트뤼벨), 퀘벡, 세인트존스, 토론토(피어슨), 위니펙 계절편: 오타와, 핼리팩스                                                | 1      |
| 콘도르                             | 프랑크푸르트 계절편: 뮌헨, 비엔나 | 1      |
| 코파 항공                          | 파나마시티 | 1      |
| 코스에어 국제항공                  | 파리(오를리) | 1      |
| 델타 항공                          | 애틀랜타, 뉴욕(JFK) 계절편: 신티네티(노던캔터키), 디트로이트, 미니애폴리스(세인트폴), 피츠버그                                               | 1      |
| 에델바이스 에어                    | 취리히 | 1      |
| 프론티어 항공                      | 계절편: 덴버 | 1      |
| GOL 항공                           | 상파울루(구아룰류스), 카라카스 | 1      |
| 인셀 에어                          | 계절편: 마이애미, 산후안 | 1      |
| 제트에어플라이                     | 브뤼셀 | 1      |
| 제트블루 항공                      | 보스턴, 뉴욕(JFK), 산후안 | 1      |
| LAN 항공                           | 마이애미, 산티아고 | 1      |
| LAN 아르헨티나                     | 부에노스아이레스(에세이사), 마이애미 | 1      |
| LAN 페루                           | 리 마 | 1      |
| 마이애미 항공                      | 보스턴, 마이애미, 뉴욕(JFK) 계절편: 애틀랜틱시티, 신시내티(노던켄터키), 휴스턴(인터컨티넨털), 노퍽, 산후안                                   | 1      |
| 포를라 항공                        | 포를라마르 | 1      |
| SATA 인테르나시오날                | 전세편: 리스본 | 1      |
| SAP 항공                           | 안티구아, 아루바, 브리지타운, 퀴라소, 올긴, 푸앤투아피트르, 포트오프스페인, 세인트마틴, 산토도밍고(라스아메리카스), 바라데로                 | 3      |
| 스피릿 항공                        | 계절편: 포트로더데일 | 1      |
| 선 컨트리 항공                     | 계절편: 미니애폴리스(세인트폴) | 1      |
| 썬윙 항공                          | 바고트빌]], 갠더, 핼리팩스, 런던, 멍크턴, 몬트리올(트뤼벨), 오타와, 퀘벡, 세인트존스, 세인트존, 토론토(피어슨), 키치, 해밀턴, 발도르, 위니펙 | 1      |
| 토마스쿡 항공                      | 맨체스터, 런던(개트윅) | 1      |
| 톰슨 항공                          | 버밍엄, 이스트미들랜드, 런던(개트윅), 맨체스터 계절편: 뉴캐슬어폰타임, 글래스고(인터내셔널)                                                  | 1      |
| 트래블 서비스 항공                 | 전세편: 프라하, 바르샤바 | 1      |
| TUI 플라이 (아크플라이 운영)       | 계절편: 함부르크 | 1      |
| 유나이티드 항공                    | 뉴어크 계절편: 시카고(오헤어), 워싱턴D.C. | 1      |
| 웨스트 제트                        | 몬트리올(트뤼벨), 토론토(피어슨) 계절편: 헬리펙스, 오타와, 해밀턴                                                                            | 1      |
| 화이트 항공                        | 전세 계절편: 리스본 | 1      |
| 윈드로즈 항공                      | 키예프(보리스필) | 1      |
| XL 에어웨이즈 프랑스               | 브뤼셀, 파리(샤를 드 골) 계절편:보르도, 리옹, 낭트, 툴루즈                                                                                   | 1      |

## 같이 보기
- 관광